# Comité Paralímpico Australiano
El Comité Paralímpico Australiano es el comité paralímpico nacional que representa a Australia. Esta organización es la responsable de las actividades deportivas paralímpicas en el país. Es miembro del Comité Paralímpico Internacional y del Comité Paralímpico de Oceanía.